# 第二十五号哨戒特務艇
第二十五号哨戒特務艇（だいにじゅうごごうしょうかいとくむてい）は、日本海軍の特務艇（哨戒特務艇）。第一号型哨戒特務艇の10番艇。戦後、台風により遭難沈没した。

## 艇歴
マル戦計画の特務艇、第2121号艦型の25番艇、仮称艦名第2145号艦として計画。1944年11月5日、第二十五号哨戒特務艇と命名されて第一号型哨戒特務艇の10番艇に定められ、本籍を横須賀鎮守府と仮定。1945年4月4日、船体概成により村上造船所から横須賀海軍工廠へ引き渡し。4月27日竣工し、本籍を横須賀鎮守府に定められ、第七艦隊下関防備隊に編入。軍隊区分対馬海峡方面部隊関門防備部隊に配置。
5月21日、門司へ向け横須賀発。22日、駿河湾口で空襲を受け被爆し小破。5月23日、本籍を呉鎮守府に改められる。
終戦時は下関に所在。9月18日、枕崎台風のため下関市吉見沖で沈没。
1947年2月1日、行動不能艦艇（特）に定められる。5月3日、第二十五号哨戒特務艇は海軍編制の廃止に伴い除籍された。11月22日、在東京アメリカ極東海軍司令部から日本に対し、本艇の解体が指令された。